# Blond ambicja
Blond ambicja (ang. Blonde Ambition) – amerykańska komedia romantyczna z 2007 roku wyreżyserowana przez Scotta Marshalla. Wyprodukowana przez wytwórnię Screen Gems i Sony Pictures Entertainment. Główną rolę w filmie zagrała amerykańska aktorka oraz piosenkarka Jessica Simpson.
Premiera filmu miała miejsce 21 grudnia 2007 roku w Stanach Zjednoczonych.

## Opis fabuły
Akcja filmu rozgrywa się w Oklahoma. Opowiada o prowincjonalnej kobiecie zwanej Katie (Jessica Simpson), która ma tylko jeden cel – wziąć ślub ze swoim chłopakiem. Jej narzeczony jedzie służbowo do Nowego Jorku. Katie składa mu niezapowiedzianą wizytę i odkrywa, że ukochany ma romans. Zrozpaczona dziewczyna zostaje w metropolii, a także zaczyna robić karierę.

## Obsada
Źródło: Filmweb
- Jessica Simpson jako Katie
- Luke Wilson jako Ben
- Penelope Ann Miller jako Debra
- Karen McClain jako Betty
- Andy Dick jako Hank
- Rachael Leigh Cook jako Haley
- Drew Fuller jako Billy
- Preston Vanderslice jako Kyle
- Ritchie Montgomery jako pan Carruthers
- Piper Mackenzie Harris jako Amber Perry
- Niki Spiridakos jako Nikolina
- Paul Vogt jako Floyd
- Larry Miller jako Ronald Connelly

i inni.